# リッジバック・バイオセラピューティクス
リッジバック・バイオセラピューティクス（英語: Ridgeback Biotherapeutics）は、マイアミに拠点を置くバイオテクノロジーの企業である。

## 概要
主に成功したCOVID-19の治療薬の開発への関与で知られている。
リッジバックは、ヘッジファンドマネージャー兼医師であるWayne Holman（以前はS.A.C. Capital Advisorsだった）と彼の妻であるWendy Holmanが個人所有している。Wendyは会社のCEOを務めており、会社を過半数が女性所有のビジネス（英語: Woman-owned business）と呼んでいる。
2020年初めに、リッジバックはモルヌピラビルの商用開発の専有ライセンスをエモリー大学から購入した。エモリー大学は、アメリカ国立衛生研究所を含む連邦政府機関から16億ドルの助成を受けてこの薬を開発していた。契約条件は明らかにされていない。モルヌピラビルは当初はインフルエンザの治療薬として研究されたが、他のウイルスに対しても広域抗ウイルス薬としての効果がある可能性がある。
アメリカ生物医学先端研究開発局の前局長のRick Brightからの内部告発の訴えで言及された。告発の主張は、リッジバックはモルヌピラビルの開発を支援するための数億ドルのファンディングを行うよう連邦政府にロビー活動を行っているというものである。
メルクはリッジバックと提携し、COVID-19治療のためにヒトでモルヌピラビルを用いた臨床試験を実施した。リッジバックは、エボラウイルスに対するモノクローナル抗体アンスビマブなどの高度な治療薬も開発している。